# Овидо (Флорида)
Овидо (енгл. Oviedo) град је у америчкој савезној држави Флорида. По попису становништва из 2010. у њему је живело 33.342 становника.

## Демографија
Према попису становништва из 2010. у граду је живело 33.342 становника, што је 7.026 (26,7%) становника више него 2000. године.
| Група             | 2000.          | 2010.          |
| Белци             | 19.734 (75,0%) | 23.178 (69,5%) |
| Афроамериканци    | 2.325 (8,8%)   | 2.873 (8,6%)   |
| Азијати           | 637 (2,4%)     | 1.261 (3,8%)   |
| Хиспаноамериканци | 3.209 (12,2%)  | 5.441 (16,3%)  |
| Укупно            | 26.316         | 33.342         |